# Khruangbin
Khruangbin (Engelse uitspraak: /ˈkɹʌŋbɪn/; Thai: เครื่องบิน, /kʰrɯa̯ŋ˥˩.bin/) is een Amerikaanse band uit Houston, Texas. De groep bestaat uit basgitarist Laura Lee, gitarist Mark Speer en drummer Donald "DJ" Johnson. De groep speelt een combinatie van klassieke soul, dub en psychedelische muziek. Hun debuutalbum The Universe Smiles Upon You uit 2015 kent invloeden uit de Thaise muziek uit de jaren 1960, met name Luk thung, terwijl hun tweede album Con todo el mundo invloeden kent uit Spanje en het Midden-Oosten. In 2020 kwam hun derde album Mordechai uit.

## Ontstaan
Mark Speer en Donald "DJ" Johnson ontmoetten elkaar in 2004 toen zij samen in de gospelgroep van pastoor Rudy Rasmus in Houston speelden. Speer was de gitarist en Johnson was de orgelspeler. In 2007 ontmoette Speer via vrienden Laura Lee, die elkaar vonden in hun gedeelde liefde voor Afghaanse muziek en architectuur uit het Midden-Oosten. In 2009 leerde Lee basgitaar spelen met hulp van Speer. Na zes maanden deed zij auditie voor de rol van bassist van de elektronische muzikant Yppah, voor wie Speer al gitaar speelde. In 2010 speelden zij zo in het voorprogramma van Bonobo.
Vanwege de tournee met Bonobo waren Speer en Lee gemotiveerd om serieus muziek te gaan maken, waardoor zij Khruangbin vormden. In een boerderij in Burton, Texas, ontwikkelden zij het geluid waar de band bekend om zou worden. In deze boerderij, die eigendom is van de familie van Speer, zouden alle opnames van de groep plaatsvinden. Vervolgens vroegen zij Johnson om als drummer bij de band te komen. Zij werken al lange tijd samen met producer Steve Christensen.
De naam Khruangbin is afkomstig van het gelijknamige Thaise woord, dat letterlijk "vliegende motor" oftewel "vliegtuig" betekent. Lee leerde op dat moment Thais spreken. Volgens Speer hadden zij een andere, makkelijkere uitgesproken naam gekozen als zij wisten welke successen de band zou halen. Een herkenbaar onderdeel van het imago van de band zijn de zwarte pruiken die Speer en Lee op het podium en tijdens interviews en photoshoots dragen. Deze gewoonte ontstond vroeg in de carrière van de groep, zodat zij niet herkend zouden worden terwijl zij van het podium naar de stand met merchandise liepen.

## Carrière
Bonobo zette het Khruangbin-nummer "Calf Born in Winter" op zijn remixalbum Late Night Tales uit 2014. Het werd een van de populairste nummers van het album en hielp de band om een schare fans achter zich te krijgen. In 2015 bracht de groep hun eerste ep uit, History of Flight. Dat jaar verscheen eveneens hun debuutalbum The Universe Smiles Upon You. De groep stond in het voorprogramma van artiesten als Father John Misty, Tycho, Chicano Batman en Massive Attack. Tevens stonden zij op festivals als Glastonbury, Bonnaroo, ACL, Outside Lands, Desert Daze en South by Southwest.
In 2018 bracht Khruangbin hun tweede album uit met de titel Con todo el mundo. De titel is afkomstig van de Mexicaans-Amerikaanse grootvader van Lee, die vaak vroeg "¿Cómo me quieres?" (Hoe hou je van me?), en enkel het antwoord "Con todo el mundo" (Met heel de wereld) accepteerde. Volgens de band is de titel tevens een verwijzing naar het grote aantal stijlen waar zij door beïnvloed zijn, voornamelijk uit het Midden-Oosten. Dat jaar stonden zij ook in het voorprogramma van Leon Bridges. In 2019 traden zij op in het voorprogramma van Trey Anastasio en stonden zij op festivals als Down the Rabbit Hole en Rock Werchter. In 2018 werken ze ook samen met de Britse dancegroep Maribou State op het nummer Feel Good.
In 2020 bracht Khruangbin de ep Texas Sun uit, waarop Leon Bridges te horen is als zanger. Het titelnummer werd een hitje dat in de Verenigde Staten de zeventiende plaats in de Adult Alternative Songs-lijst behaalde. Later dat jaar kwam het derde album Mordechai uit.

## Stijl
De stijl van Khruangbin is omschreven als onder meer soul, surf, psychedelisch en funk. De meest gebruikte term om hun muziek te omschrijven is Thaise funk. De bandleden zelf weigeren echter om qua stijl in een bepaald hokje gestopt te worden.

## Discografie

### Albums
- 2015: The Universe Smiles Upon You
- 2018: Con todo el mundo
- 2020: Mordechai

### Extended plays
- 2014: The Infamous Bill
- 2015: History of Flight
- 2018: Spotify Singles
- 2020: Texas Sun (met Leon Bridges)
- 2022: Texas Moon (met Leon Bridges)
- 2022: Ali (met Vieux Farka Touré)
- 2024: A La Sala

### Remixalbums
- 2019: Hasta el cielo
- 2020: Late Night Tales: Khruangbin

### Singles
- 2014: "A Calf Born in Winter"
- 2015: "White Gloves"
- 2017: "Maria también"
- 2018: "Friday Morning"
- 2018: "Christmas Time Is Here"
- 2019: "Texas Sun" (met Leon Bridges)
- 2020: "Time (You and I)"
- 2020: "So We Won't Forget"
- 2020: "Pelota"
- 2020: "Summer Madness"

### Hitnoteringen

#### Albums
| Album met eventuele hitnotering(en) in de Nederlandse Album Top 100 | Datum van verschijnen | Datum van binnenkomst | Hoogste positie | Aantal weken | Opmerkingen |
| ------------------------------------------------------------------- | --------------------- | --------------------- | --------------- | ------------ | ----------- |
| Con todo el mundo                                                   | 26-01-2018            | 03-02-2018            | 91              | 1            |             |
| Mordechai                                                           | 26-06-2020            | 04-07-2020            | 5               | 4            |             |
| LateNightTales                                                      | 04-12-2020            | 12-12-2020            | 24              | 1            |             |

| Album met hitnotering(en) in de Vlaamse Ultratop 200 albums | Datum van verschijnen | Datum van binnenkomst | Hoogste positie | Aantal weken | Opmerkingen |
| ----------------------------------------------------------- | --------------------- | --------------------- | --------------- | ------------ | ----------- |
| Con todo el mundo                                           | 26-01-2018            | 03-02-2018            | 46              | 52           |             |
| The Universe Smiles Upon You                                | 06-11-2015            | 16-06-2018            | 120             | 6            |             |
| Hasta el cielo                                              | 12-07-2019            | 20-07-2019            | 47              | 5            |             |
| Mordechai                                                   | 26-06-2020            | 04-07-2020            | 4               | 16           |             |

#### Singles
| Single met hitnotering(en) in de Vlaamse Ultratop 50 | Datum van verschijnen | Datum van binnenkomst | Hoogste positie | Aantal weken | Opmerkingen      |
| ---------------------------------------------------- | --------------------- | --------------------- | --------------- | ------------ | ---------------- |
| Texas Sun                                            | 29-11-2019            | 14-12-2019            | tip3            | -            | met Leon Bridges |
| Time (You and I)                                     | 24-04-2020            | 02-05-2020            | tip16           | -            |                  |
| Pelota                                               | 19-06-2020            | 27-06-2020            | tip37           | -            |                  |

#### NPO Radio 2 Top 2000
| Nummer met noteringen in de NPO Radio 2 Top 2000 | '20  | '21  | '22  | '23  | '24 |
| ------------------------------------------------ | ---- | ---- | ---- | ---- | --- |
| Texas Sun (met Leon Bridges)                     | 1900 | 1676 | 1294 | 1214 | 969 |

1. ↑  Een vetgedrukt getal geeft de hoogste notering aan.
2. ↑  2020 was het eerste jaar met een notering voor dit nummer.